# Cheiloneurus kanagawaensis
Cheiloneurus kanagawaensis är en stekelart som beskrevs av Ishii 1928. Cheiloneurus kanagawaensis ingår i släktet Cheiloneurus och familjen sköldlussteklar. Inga underarter finns listade i Catalogue of Life.